# Định Hòa, An Giang
Định Hòa là một xã thuộc tỉnh An Giang, Việt Nam.

## Địa lý
Xã Định Hòa nằm ở phía bắc huyện Gò Quao, có vị trí địa lý:
- Phía đông giáp thị trấn Gò Quao và xã Định An
- Phía tây giáp xã Thủy Liễu
- Phía nam giáp xã Vĩnh Phước A
- Phía bắc giáp huyện Giồng Riềng.

Xã Định Hòa có diện tích 51,19 km², dân số năm 2020 là 15.270 người, mật độ dân số đạt 298 người/km².

## Hành chính
Xã Định Hòa được chia thành 10 ấp: Hòa Ấn, Hòa Hiếu I, Hòa Hiếu II, Hòa Hớn, Hòa Mỹ, Hòa Tạo, Hòa Thanh, Hòa Thạnh, Hòa Thiện, Hòa Út, Hòa Xuân.

## Lịch sử
Sau năm 1975, Định Hòa là một xã thuộc huyện Gò Quao.
Ngày 27 tháng 9 năm 1983, Hội đồng Bộ trưởng ban hành Quyết định số 107-HĐBT về việc chia xã Định Hoà thành 2 xã lấy tên là xã Định Hoà và xã Định Thành.